# Campeonato da Oceania de Futebol Feminino de 2007
O Campeonato da Oceania de Futebol Feminino de 2007, foi a oitava edição deste torneio de futebol feminino organizado pela Confederação de Futebol da Oceania (OFC). Ocorreu em Lae, Papua Nova Guiné, entre 9 e 13 de abril. O torneio também serviu como qualificação para a Copa do Mundo de Futebol Feminino de 2007.
As Ilhas Cook, Fiji, Nova Caledônia, Ilhas Salomão, Vanuatu e Polinésia Francesa foram anunciadas como participantes, mas desistiram antes do torneio ser organizado.

## Jogos
| 9 de abril | Nova Zelândia                                                  | 6 – 1     | Tonga    | Sir Ignatius Kilage Stadium |
|            | Yallop 8', 73' · Henderson 13', 53' · Erceg 17' · Thompson 81' | Relatório | Feke 85' |                             |

| 9 de abril | Papua-Nova Guiné                                       | 6 – 1     | Samoa    | Sir Ignatius Kilage Stadium |
|            | Chalau 8', 48' · Siniu 40', 50', 66' · Galo 45' (g.c.) | Relatório | Fula 44' |                             |

| 11 de abril | Nova Zelândia                                                                          | 8 – 0     | Samoa | Sir Ignatius Kilage Stadium |
|             | Ferrara 4', 22' · N. Smith 32', 45+2', 62' · Percival 38' · R. Simith 52' · Kete 90+1' | Relatório |       |                             |

| 11 de abril | Papua-Nova Guiné   | 1 – 0     | Tonga | Sir Ignatius Kilage Stadium |
|             | Niukapu 63' (g.c.) | Relatório |       |                             |

| 13 de abril | Papua-Nova Guiné | 0 – 7     | Nova Zelândia                                                                           | Sir Ignatius Kilage Stadium |
|             |                  | Relatório | N. Smith 20' · Thompson 23' · Percival 26' · Yallop 30', 65' · Green 63' · Moorwood 85' |                             |

| 13 de abril | Tonga | 0 – 0 | Samoa | Sir Ignatius Kilage Stadium |
|             |       |       |       |                             |

## Classificação
| Pos. | Equipe           | Pts | J | V | E | D | GP | GC | SG  |
| ---- | ---------------- | --- | - | - | - | - | -- | -- | --- |
| 1    | Nova Zelândia    | 9   | 3 | 3 | 0 | 0 | 21 | 1  | +20 |
| 2    | Papua-Nova Guiné | 6   | 3 | 2 | 0 | 1 | 7  | 8  | –1  |
| 3    | Tonga            | 1   | 3 | 0 | 1 | 2 | 1  | 7  | –6  |
| 4    | Samoa            | 1   | 3 | 0 | 1 | 2 | 1  | 14 | –13 |

## Premiação
| Campeonato da Oceania de Futebol Feminino de 2007 |
| Nova Zelândia                                     |
| ------------------------------------------------- |
| Nova Zelândia Campeã (3..º título)                |